# Transport kolejowy w Niemczech

Sieć linii kolejowych w Niemczech:
czerwonym kolorem zaznaczono linie ICE,
niebieskim z innym ruchem dalekobieżnym (IC/EC),
szarym pozostałe linie kolejowe znaczenia regionalnego

Sieć połączeń ICE w Niemczech

Transport kolejowy w Niemczech – system transportu kolejowego działający na terenie Niemiec. Według wskaźnika wydajności transportu kolejowego (ang. Railway Performance Index, RPI) Niemcy miały czwarty wynik w Europie w 2017 r. Niemcy są członkiem UIC.

## Historia
Pierwszą linią kolejową z trakcją parową w Niemczech była otwarta w 1835 r. linia Norymberga – Fürth z parowozem Adler. Dwa lata później otwarto linię Lipsk – Althen, pierwszą linię dalekobieżną na ziemiach niemieckich, a jednocześnie pierwszą tylko z trakcją parową (linia w Bawarii oprócz parowozów wykorzystywała konie). W 1842 r. ukończono pierwszy odcinek Oberschlesische Eisenbahn z Wrocławia do Oławy. W 1849 r. rozpoczęto prace nad państwowym systemem kolejowym od budowy Preußische Ostbahn. Upaństwowienie kolei prywatnych na terenie Prus zakończono w 1885 r. W latach 80. XIX w. uruchomiony został także pierwszy odcinek kolei miejskiej w Berlinie. W 1912 r. po raz pierwszy w historii dokonano połączenia zarządów całej sieci kolejowej na terenie Republiki Weimarskiej, do której zarządzania powołano Deutsche Reichsbahn.
W 1924 r. długość normalnotorowych linii kolejowych w Niemczech wynosiła 57 372 km, a linii wąskotorowych 1894 km.
Po II wojnie światowej kolej ponownie rozdzielono na koleje wschodnioniemieckie Deutsche Reichsbahn i zachodnioniemieckie Deutsche Bundesbahn.
Ponownej ich konsolidacji dokonano, w ramach reformy kolei, w 1994 r. Od 1991 r. po Niemczech kursują pociągi dużych prędkości Intercity-Express (ICE).

## Rynek kolejowy
Rynek niemiecki jest największym rynkiem kolejowym w Unii Europejskiej, przewyższając w skali natężenia ruchu kolejowego dwa następne kraje: Wielką Brytanię i Francję.
Dominującą pozycję zachowuje na nim państwowy koncern Deutsche Bahn. Przez swoje spółki zależne utrzymuje on ponad 85% udziału w ruchu pasażerskim (połączenia lokalne) i około 67% udział w przewozach towarowych. Jednocześnie poprzez spółkę DB Fernverkehr jest niemalże monopolistą w zakresie pasażerskich przewozów dalekodystansowych.

## Infrastruktura
Według stanu na 2017 r., w Niemczech użytkowano 33 488 km linii kolejowych, z czego największym zarządcą infrastruktury kolejowej jest przedsiębiorstwo DB Netz AG. 20 233 km linii kolejowych było zelektryfikowanych (obowiązujący w Niemczech system zasilania to 15 kV, 16,7 Hz AC), natomiast 18 472 km były dwu- lub wielotorowe. W Niemczech obowiązuje standardowy rozstaw szyn (1435 mm, nie licząc niewielkich odcinków wąsko- i szerokotorowych), a ruch na większości linii dwu- i wielotorowych prowadzony jest prawostronnie.
Znaczna część infrastruktury w Niemczech znajduje się w posiadaniu landów, lecz także miast. Około 4300 km linii należy do podmiotów regionalnych oraz niższego szczebla samorządowego (np. Bahnen der Stadt Monheim GmbH, Gemeinde Dornum czy Westfälische Landeseisenbahn GmbH). Linie te generują ok. 2 procent pociągokilometrów w Niemczech oraz 2% całości opłat. Różnią się one od pozostałych przede wszystkim tym, że są finansowane przez landy i gminy oraz są ich własnością, aczkolwiek podlegają tym samym wymogom technicznym, co inne linie tzw. drugorzędne (techniczne aspekty zawarte są w Eisenbahn-Bau-und Betriebsordnung – EBO), oraz muszą być udostępniane. Linie te najczęściej są własnością regionów ze względów historycznych.
Kolejnym czynnikiem regionalizacji własności linii jest okres, gdy infrastruktura regionalna została przeniesiona z rąk prywatnych do miast lub spółek należących do miast w czasach kryzysu gospodarczego (np. w latach dwudziestych lub na przełomie lat sześćdziesiątych i siedemdziesiątych). Przedsiębiorstwa kolejowe były często postawione w stan upadłości lub chciały porzucić kolej, w efekcie czego publiczne przedsiębiorstwa przejęły dane linie.
Najnowszy etap przejmowania infrastruktury rozpoczął się w latach osiemdziesiątych i trwa do dziś. Związany jest z następującymi trzema możliwymi czynnikami:
- rozwój nowego systemu transportu publicznego, region/miasto chce mieć bardziej bezpośredni wpływ na rozwój infrastruktury. W związku z tym wiele linii przeniesiono. Przykłady: wiele linii w Karlsruhe (np. Karlsruhe – Heilbronn), linia Chemnitz – Stollberg (w Saksonii);
- linie, które obsługują tylko pociągi towarowe i generują niewielki dochód. Takie linie zarządcy chcą zamykać. Jednak lokalny przemysł potrzebuje tych tras i władze lokalne samodzielnie, lokalny zakład przemysłowy lub władze w partnerstwie z zakładami przemysłowymi przejmują taką linię. Przykłady: Hagen – Ennepetal – Altenvörde, Rheine – Spelle, ponowne otwarcie Abelitz – Aurich lub nowo zbudowany tor do portu w Schwedt (Oder);
- linie będące częścią koncepcji pociągów turystycznych, które najczęściej są organizowane przez stowarzyszenia: władze lokalne wspierają je poprzez przejęcie infrastruktury i pomagają realizować ten aspekt turystyki lokalnej, np. Gemeinde – Dornum, Flecken Bruchhausen – Vilsen.

W niemieckiej sieci kolejowej wykorzystywane są trzy systemy bezpieczeństwa – PZB na liniach o prędkości maksymalnej do 160 km/h, LZB na liniach kolei dużych prędkości oraz stosowany w coraz większym stopniu ETCS.
Wyjątek od powyższych reguł stanowią systemy tzw. klasycznej S-Bahn, które poruszają się po wydzielonych torowiskach i są zasilane z tzw. trzeciej szyny. Znajdują się one w Berlinie i w Hamburgu. Były to jedne z pierwszych systemów kolei aglomeracyjnych na świecie.

### Zarządcy infrastruktury kolejowej
W Niemczech, oprócz DB Netz, istnieje bardzo wielu alternatywnych zarządców infrastruktury zarządzających 10 procentami publicznej sieci kolejowej. Przedsiębiorstwa te funkcjonują jako zintegrowane przedsiębiorstwa kolejowe (NE des öffentlichen Verkehrs). Funkcjonuje także sieć dróg żelaznych portowych oraz przemysłowych (prywatnych), które nie są zobowiązane do udzielania dostępu innym przedsiębiorstwom (NE des nichtöffentlichen Verkehrs).

### Linie kolejowe
Powszechnie obowiązujące w Niemczech przepisy dzielą linie kolejowe na dwie kategorie: linie główne oraz drugorzędne (Nebenbahnen).
Definicja sieci drugorzędnej (regionalnej) znajduje się w § 2 pkt 8 Allgemeines Eisenbahngesetz (AEG). Jest tam definiowana jako sieć, na której odbywa się transport niebędący transportem dalekobieżnym. W ślad za tą definicją zdefiniowano pojęcie kolei regionalnych (Regionalbahnen), które świadczą usługi na sieciach regionalnych oraz poza tymi sieciami do najbliższej stacji kolejowej.
Powyższe precyzuje zarządca DB Netz:
- sieć podstawowa – linie przeznaczone albo do szybkiego ruchu pasażerskiego, albo do ruchu powolnego (towarowego), albo do wyłącznego ruchu pociągów szybkiej kolei miejskiej;
- sieci o dużej przepustowości – linie przeznaczone zarówno dla ruchu pociągów pasażerskich, jak i towarowych;
- sieć regionalna – linie pełniące funkcje uzupełniającą, na których poruszają się zarówno pociągi pasażerskie, jak i towarowe.

Finansowanie sieci drugorzędnej (Nebenbahnen) zapewniają władze landowe, chyba że zarządca jest całkowicie prywatny.

#### Likwidacja linii
W prawie niemieckim procedura wyłączania z eksploatacji linii kolejowych została ustanowiona w ustawie kolejowej Allgemeines Eisenbahngesetz (AEG). Zgodnie z § 11 AEG publiczne przedsiębiorstwa infrastruktury kolejowej (zarządcy infrastruktury), planując trwałe wstrzymanie funkcjonowania linii kolejowej ważnej dla realizacji ruchu, dworca lub wprowadzenie więcej niż nieznacznego ograniczenia przepustowości trasy, muszą złożyć wniosek o zezwolenie do organu regulacyjnego Eisenbahn-Bundesamt (EBA). W tym celu wnioskodawca musi wykazać, że dalsza eksploatacja urządzenia infrastruktury kolejowej nie jest pożądana oraz że negocjacje z innymi podmiotami dotyczące przejęcia danego urządzenia infrastruktury kolejowej poprzez sprzedaż lub dzierżawę na powszechnie stosowanych w tym obszarze zasadach nie przyniosły efektu. Przy ofercie przejęcia przez podmioty trzecie powinny być podjęte następujące wcześniejsze działania: zamiar należy ogłosić w dzienniku urzędowym i na stronie internetowej. W ogłoszeniu należy zawrzeć dane dotyczące ekonomicznej oceny przedmiotowej infrastruktury. Osoby trzecie mogą zgłaszać swoje oferty w ciągu trzech miesięcy od publikacji oferty. W ofercie przy wycenie należy uwzględnić przeznaczenie działki i urządzeń na cele kolejowe oraz dokonać stosownej wyceny przyszłych korzyści przy ustalaniu ceny. Analogicznie, przy określaniu czynszu dzierżawnego należy wziąć pod uwagę możliwości czerpania dochodu z danej linii. Oferta musi uwzględniać połączenie z graniczącą infrastrukturą szynową. Regulator ocenia wniosek pod względem ruchowym i ekonomicznym w ciągu 3 miesięcy. W zakresie kolei związkowych organem decyzyjnym jest EBA działające w uzgodnieniu z odpowiednim urzędem landowym (w badaniu wykazano, że 13 na 16 landów zleciło nadzór kolejowy EBA). Do czasu podjęcia decyzji ruch należy prowadzić. Jeśli nie określi się inaczej, decyzja o wycofaniu z eksploatacji wchodzi w życie z momentem ogłoszenia. W badaniu podkreślono także, że obecnie każdy transfer linii między zarządcami infrastruktury poprzedza zastosowanie procedury wskazanej w § 11 AEG. Wolę zbycia linii ogłasza się na stronie np. DB Netz.

## Przewozy
Oprócz przewoźników z państwowej grupy Deutsche Bahn w Niemczech w 2018 r. zarejestrowanych było około 600 przewoźników kolejowych. W 2017 r. kolej w Niemczech przewiozła 2075,64 mln pasażerów i 82 520 pkm oraz 271,01 mln ton ładunków i 92 651 mln tkm.
Pasażerskie przewozy dalekobieżne na terenie Niemiec świadczy głównie DB Fernverkehr, ale także prywatni przewoźnicy, tacy jak np. Flixtrain, czy też Locomore lub Hamburg–Köln–Express.
Ponadto od 1988 r. na terenie Niemiec kursują pociągi dużych prędkości kategorii Intercity-Express (ICE) obsługiwane przez DB Fernverkehr. Osiągają one maksymalne prędkości na głównych odcinkach rzędu 200–300 km/h.
Od 1996 r. za kolej regionalną na terenie Niemiec nie odpowiada rząd federalny, jak za połączenia dalekobieżne, lecz poszczególne kraje związkowe. Z tego względu wiele połączeń nie obsługuje DB Regio, ani inne spółki z grupy Deutsche Bahn, lecz inni prywatni lub samorządowi przewoźnicy kolejowi, m.in. Abellio, Transdev lub Netinera.
Ponadto w Niemczech działają rozwinięte systemy kolei aglomeracyjnych zwanych S-Bahn. Największe systemy opierające się na wydzielonej infrastrukturze funkcjonują na terenie Berlina oraz Hamburga, natomiast w Niemczech funkcjonuje też kilkanaście innych systemów kolei aglomeracyjnych.